# World's Finest Comics
World's Finest Comics  était une série de comic books publiée par DC Comics de 1941 à 1986. Toutes les histoires avaient pour personnages principaux Batman et Superman. Les premiers numéros, comportant 96 pages,  étaient une sorte d'anthologie des personnages de DC, et Batman et Superman apparaissaient dans des histoires séparées. Toutefois, lorsque les super-héros connurent un déclin vers les années 50, DC décida de réduire le nombre de pages du magazine, afin de créer des histoires uniques. Cette nouvelle formule commença avec World's Finest n°71 (1954).  La série s'arrêta avec le n°323 en 1986.

## Autres titres
Cependant, l'idée de World's Finest fut reprise dans divers titres :
- En 1990 dans World's Finest (vol.2), une mini-série de 3 numéros de Dave Gibbons et Steve Rude.
- En 1994 dans la mini-série Legends of the World's Finest de  Walter Simonson et Dan Brereton.
- En 1996 dans la mini-série Superboy/Robin: World's Finest Three de Chuck Dixon, Karl Kesel, Tom Grummett et Scott Hanna.
- En 1998 dans le récit complet Elseworlds' Finest: Supergirl/Batgirl de Tom Simmons, Matt Haley et Barbara Kesel.
- En 1999 dans la maxi-série Batman and Superman: World's Finest de Karl Kesel et Dave Taylor.
- En 2009 dans World's Finest (vol.3), une mini-série de 4 numéros de Sterling Gates (en).
- De 2003 à 2011 dans la série régulière Superman/Batman.
- De 2012 à 2015 dans World's Finest (vol.4), une série de 33 numéros.
- De 2013 à 2016 dans la série régulière Batman/Superman, dans la lignée de Superman/Batman.

## Filmographie
En 1996, un film d'animation américain réutilise le titre World's Finest dans Batman/Superman Movie: World's Finest (Batman et Superman en France). Une aventure réunissant les deux plus célèbres héros de DC Comics contre le Joker et Lex Luthor.